# 2023年Virtus世界運動會中華台北代表團
2023年Virtus世界運動會中華台北代表團是中華民國（台灣）以“中華台北”名義，參與在法國維琪舉行的2023年Virtus世界運動會。本屆共參加4個項目，總計選手9位，最終獲得2金3銀1銅，總共6面獎牌。

## 獎牌統計

### 獎牌項目
| 項目 | 金牌 | 銀牌 | 銅牌 | 總數 |
| ---- | ---- | ---- | ---- | ---- |
| 游泳 | 1    | 1    | 1    | 3    |
| 桌球 | 1    | 1    | 0    | 2    |
| 馬術 | 0    | 1    | 0    | 1    |

### 獎牌得主
| 獎牌 | 運動員        | 運動 | 項目              |
| ---- | ------------- | ---- | ----------------- |
| 金牌 | 陳玠丞        | 游泳 | 男子200公尺仰式   |
| 金牌 | 陳柏諺        | 桌球 | 男子單打          |
| 銀牌 | 陳玠丞        | 游泳 | 男子200公尺蛙式   |
| 銀牌 | 陳柏諺 李婧萱 | 桌球 | 混合雙打          |
| 銀牌 | 戴睿言        | 馬術 | II-3（自閉組）    |
| 銅牌 | 陳玠丞        | 游泳 | 男子400公尺混合式 |

## 田徑
- 黃孟涵：
  - 女子100公尺（13.77，第十名）
  - 女子跳遠（5.52公尺，第十名）
- 黃羽涵：
  - 女子100公尺（14.02，第十二名）
  - 女子跳遠（3.63公尺，第十四名）

## 游泳
- 陳玠丞：
  - 男子50公尺仰式（30.83，第八名）
  - 男子100公尺仰式（1:08.82）
  - 男子200公尺仰式（2:22.63， 金牌）
  - 男子50公尺蛙式（34.82）
  - 男子100公尺蛙式（1:17.55）
  - 男子200公尺蛙式（2:45.13， 銀牌）
  - 男子400公尺混合式（5:16.03， 銅牌）
- 施閔軒：
  - 男子50公尺蝶式（29.22）
  - 男子100公尺蝶式（1:04.47）
  - 男子50公尺自由式（25.57）
  - 男子100公尺自由式（57.03）
  - 男子200公尺自由式（2:09.91）
  - 男子400公尺自由式（4:33.69）
  - 男子800公尺自由式（9:31.46，第七名）
  - 男子200公尺混合式（2:25.87）
- 董宜安：
  - 女子50公尺自由式（30.37）
  - 女子200公尺自由式（2:25.91）
  - 女子100公尺蛙式（1:27.82，第七名）
  - 女子200公尺蛙式（3:07.78，第五名）
  - 女子200公尺混合式（2:49.28）

## 桌球
- 陳柏諺：男子單打（ 金牌）
- 蔣孟翰：男子單打（止步小組賽）
- 李婧萱：女子單打（止步小組賽）
- 陳柏諺/蔣孟翰：男子雙打（八強），男子團體（八強）
- 李婧萱/澳門選手：女子雙打（十六強）、女子團體（八強）
- 陳柏諺、李婧萱：混合雙打（ 銀牌）

## 馬術
- 戴睿言：II-3（自閉組）（ 銀牌）